# Bengalski tiger
Bengalski tiger (Panthera tigris tigris) je najštevilčnejša podvrsta tigrov na indijski podcelini. Od leta 2008 je na rdečem seznamu IUCN uvrščena med ogrožene in je po ocenah do leta 2011 vsebovala manj kot 2500 osebkov. Ogrožena je z lovom, izgubo in razdrobljenostjo habitata. Nobena od pokrajin za ohranjanje tigrov v svojem območju ni dovolj velika, da bi podpirala učinkovito populacijo več kot 250 odraslih osebkov.  Indijska populacija tigrov je bila leta 2010 ocenjena na 1706–1909 osebkov . Do leta 2014 se je število po ocenah povečalo na približno 2226 živali.  Približno 440 tigrov je ocenjenih v Bangladešu, 163–253 tigrov v Nepalu in 103 tigri v Butanu. 
Ocenjuje se, da je tiger prisoten na indijskem podcelini že od poznega pleistocena, približno 12.000 do 16.500 let. 
Bengalski tiger se danes uvršča med največje žive divje mačke. Šteje se, da spada v svetovno karizmatično megafavno. To je nacionalna žival Indije in Bangladeša.  Znan je tudi kot kraljevi bengalski tiger.

## Lastnosti
Samec bengalskega tigra doseže dolžino od 275 do 295 cm, os pa tudi primeri, ki so daljši od 305 cm. Samice so manjše in daljše med 240 in 265 cm. Teža se giblje od 130  do 265 kg, posamezniki so lahko težji. V ramenih so visoki od 90 cm pa do 1 m, rep je običajno dolg od 85 do 110 cm. Tiger ima izjemno močne zobe. Njegovi očniki so dolgi 7,5 do 10 cm in tako najdaljši med vsemi mačkami. Največja dolžina lobanje je 332 do 376 mm. 
Krzno bengalskega tigra je rumene do svetlo oranžne barve, s črtami od temno rjave do črne; trebuh in notranji deli udov so beli, rep pa oranžen s črnimi obroči. Beli tiger je recesivni mutant tigra, o katerem so poročali v naravi od časa do časa v Assamu, Bengalu, Biharju in zlasti iz nekdanje države Rewa. Vendar pa se ne sme zamenjati kot pojav albinizma.
Zanimivo je, da so bengalski tigri najhitrejša podvrsta tigrov, ki lahko doseže hitrost do 90km / h. 

## Razširjenost
Leta 1982 je bila najdena fosilna kost desnega srednjega prsta v prazgodovinskem kupu črepinj v bližini Kuruwite na Šrilanki, ki je datirana na približno 16.500 let pred sedanjostjo in je bila pogojno pripisana tigra. Zdi se, da so tigri prispeli na Šrilanko med vlažnim obdobjem, med katerim so morske gladine upadle, očitno pred zadnjim ledenodobnim maksimumom pred približno 20.000 leti. Tiger je verjetno prišel pozno v južno Indijo, da bi naselil Šrilanko, ki je bila prej povezana z Indijo s kopnim mostom.
Izsledki filogeografske študije, ki je uporabila 134 vzorcev tigrov po vsem svetu kažejo, da je zgodovinska severovzhodna meja razširjenosti bengalskega tigra regija v hribih Čitagong in v porečju reke Brahmaputra, ki meji na zgodovinski razpon indokinskega tigra. Na indijski podcelini tigri naseljujejo tropsko vlažne zimzelene gozdove, tropske suhe gozdove, tropske in subtropske vlažne gozdove, mangrove, subtropske in zmerne gorske gozdove ter aluvialne travnike. Danes so najboljši primeri tega habitatnega tipa omejeni na nekaj zaplat na dnu zunanjih vznožij Himalaje, vključno z enotami za ohranjanje tigrov (TCU) Rajaji-Corbett, Bardia-Banke in čezmejnimi TCU Čitvan-Parsa-Valmiki, Dudhva-Kailali in Šuklaphanta-Kišanpur. Gostota tigrov v teh rezervatih je visoka, deloma zaradi izredne biomase plena kopitarjev.
Velikost populacije okoli 2500 osebkov kaže, da je bengalski tiger precej ogrožen, pa vendar ne tako ogrožen kot druge podvrste tigrov. Čeprav obstaja mednarodna prepoved trgovine s tigrovim krznom, vodijo kriminalne združbe vrsto vse bližje iztrebljenju.

## Lov in prehrana
Tiger je mesojed. Potrebuje okoli 9 kilogramov mesa dnevno. Najraje lovi velike kopitarje, kot so čital, zambar, gaur in v manjši meri tudi barasingha, vodni bivoli, takini in drugi. Med srednje velikim plenom pogosto ubija divjo svinjo, občasno pa tudi različne jelene, muntjake in langurje. Majhne vrste plena, kot so zajci in pavi, so v prehrani zelo majhen del. Zaradi poseganja ljudi v habitat tigrov, se hrani tudi z domačimi živalmi. 
Redko napadajo odraslega indijskega slona in indijskega nosoroga, vendar so bili zabeleženi tako izjemno redki dogodki. V nacionalnem parku Kaziranga so leta 2007 tigri ubili 20 nosorogov.  V Sundarbanih so v trebuhih tigrov našli strupene kače.
V večini primerov se tigri približujejo žrtvi s strani ali od zadaj, kolikor je mogoče blizu in zagrizejo v grlo plena, da ga ubijejo. Potem pa trup vlečejo nekaj sto metrov v zaklon, da ga zaužijejo. Narava tigrovega načina lova in razpoložljivost plena povzroča slog prehranjevanja »praznik ali lakota«: pogosto požrejo 18–40 kilogramov mesa naenkrat. Če so poškodovani, stari ali šibki ali redne vrste plena postajajo redke, tigri napadajo tudi ljudi in postanejo ljudožerci. 

## Razmnoževanje
Tiger v Indiji nima določenih sezon za parjenje in rojevanje. Večina mladičev se rodi v decembru in aprilu.
Samci dosežejo zrelost pri starosti 4–5 let, samice pa v starosti 3–4 leta. Godne za parjenje so v intervalih približno 3–9 tednov in sprejemljive 3–6 dni. Po brejosti od 104–106 dni, tigrica skoti dva do štiri mladiče. Novorojeni mladiči tehtajo od 780 do 1600 g in imajo debelo volneno krzno, ki se izgubi po 3,5–5 mesecih. Njihove oči in ušesa so zaprta. Njihovi mlečni zobje začnejo rasti približno 2–3 tedne po rojstvu in se počasi nadomeščajo s trajnimi od starosti 8,5–9,5 tednov naprej. Sesajo od 3 do 6 mesecev in začnejo jesti majhne količine trdne hrane pri starosti približno 2 meseca, po tem gredo s samico prvič na lov. V starosti 2–3 leta se počasi začenjajo ločevati od družinske skupine in postajajo prehodni - gledajo na območje, kjer bi lahko vzpostavili svoje ozemlje. Mladi samci se odmikajo od materinega ozemlja bolj kot mlade samice. Ko se družinska skupina razdeli, samica spet postane godna za oploditev. 

## Grožnje
V preteklem stoletju se je število tigrov dramatično zmanjšalo. Nobeno od zavarovanih območij tigra ni dovolj veliko, da bi podpiralo učinkovito populacijsko velikost 250 osebkov. Izgube habitatov in izjemno obsežni primeri krivolova so resna grožnja preživetju vrste.
Izziv v gozdnem kompleksu Zahodnih Ghatov v zahodni južni Indiji, ki se razteza na več zaščitenih območjih, je 14.400 kvadratnih kilometrov, kar pomeni, da ljudje živijo znotraj njenih meja. Save the Tiger Fund Council’’ ocenjuje, da v mejah narodnega parka Nagarhole v jugozahodni Indiji v mejah 1000 km² nezakonito živi 7500 brezdomcev. Prostovoljno, čeprav sporno preseljevanje poteka s pomočjo projekta za ohranjanje tigrov Karnataka, ki ga vodi K. Ullas Karanth iz Društva za ohranjanje prosto živečih živali.
Poročilo Unesca iz leta 2007, »Študije primerov o podnebnih spremembah in svetovni dediščini«, navaja, da antropogeni dvig morske gladine v višini 45 cm, verjetno do konca 21. stoletja, po mnenju Medvladnega foruma o podnebnih spremembah, skupaj z drugimi oblikami antropogenega obremenjevanja s Sundarbansom bi lahko privedle do uničenja 75% mangrov v Sundarbansu. Zakon o gozdovih, ki ga je indijska vlada sprejela leta 2006, daje nekaterim najbolj revnim skupnostim v Indiji pravico do lastništva in življenja v njih, kar jih bo verjetno spravilo v konflikt z divjimi živalmi in premalo usposobljenimi, slabo usposobljenimi osebami gozdarskega oddelka. V preteklosti so dokazi pokazali, da ljudje in tigri ne morejo soobstajati. 
Najpomembnejša neposredna grožnja obstoju populacij divjih tigrov je nezakonita trgovina s krznom in deli telesa med Indijo, Nepalom in Kitajsko. Vladam teh držav ni uspelo uvesti ustreznega odziva na izvrševanje, kriminal divjih živali pa je ostal nizka prednostna naloga v smislu politične zavezanosti in naložb že vrsto let. Obstajajo dobro organizirane tolpe profesionalnih lovcev, ki se premikajo iz kraja v kraj in postavljajo tabor na ranljivih območjih. Kože se grobo sušijo na polju in izročijo trgovcem, ki jih pošljejo v nadaljnjo obdelavo v indijske centre. Kupci izberejo kožo pri trgovcih ali usnjarnah in jih pretihotapijo skozi zapleteno povezovalno omrežje s trgi zunaj Indije, predvsem na Kitajskem. Drugi dejavniki, ki prispevajo k njihovi izgubi, so urbanizacija in ubijanje maščevanja. Kmetje krivijo tigre, ker so ubili živino in jih ustrelijo. Vendar lahko njihove kože in deli telesa postanejo del nezakonite trgovine.  V Bangladešu tigre ubijajo profesionalni lovci, lokalni lovci, pirati in vaščani. Vsaka skupina ljudi ima različne motive za ubijanje tigrov, od dobička, razburjenja do varnostnih vprašanj. Vse skupine imajo dostop do komercialne trgovine z deli telesa. 